# Nuno Espírito Santo
Nuno Herlander Simões Espírito Santo (São Tomé, São Tomé i Príncipe, 25 de gener de 1974), més conegut com a Nuno, és un exporter de futbol nacionalitzat portugués (fins a l'any 1975 São Tomé i Príncipe fou colònia portuguesa), i exentrenador del València CF. Actualment entrena el Nottingham Forest FC de la Premier League anglesa.

## Trajectòria esportiva

### Com a jugador
Nuno començà la seva carrera futbolística l'any 1992 al portugués Vitória Sport Clube de Guimarães, d'on recalà l'any 1997 al Real Club Deportivo de La Coruña on combinà la seva suplència a Jacques Songo'o (1997-1998) o José Francisco Molina (2001-02) a la porteria deportivista amb cessions a altres clubs espanyols com el Mérida Unión Deportiva les temporades 1998/99 i 1999/00 o el Club Atlético Osasuna la temporada 2000/01. La temporada 1999/00, amb el Mérida UD a Segona Divisió guanyà el Trofeu Zamora com a porter menys golejat de la categoria.
El juliol del 2002 fou fitxat pel Futebol Clube do Porto, on estigué fins al desembre de 2004, on fou el suplent de Vítor Baía tot guanyant una Copa de la UEFA, una Copa d'Europa, dues Lligues portugueses, una Copa de Portugal, dos Supercopes, així com una Copa Intercontinental en la qual jugà quan va haver de substituir a Vítor Baía al temps addicional contra el Corporación Deportiva Once Caldas. El gener del 2005 fitxà pel rús FC Dynamo Moscou, retornant l'any 2007 a Portugal on, després d'un breu pas per la disciplina del Clube Desportivo das Aves, retornà al FC Porto on aconseguí una nova Lliga portuguesa.

### Com a entrenador
Ja com a entrenador, després d'entrenar les dues últimes temporades el modest Rio Ave FC, equip que va classificar per a la Lliga Europa tot i tenir un dels pressupostos més baixos de la Lliga portuguesa, l'estiu de 2014 va fitxar pel València CF.

## Internacional
Ha estat internacional amb la selecció de futbol de Portugal com a porter suplent a l'Eurocopa 2008, encara que no hi va jugar cap partit.

## Clubs
| Club                | País     | Any       |
| ------------------- | -------- | --------- |
| Vitória SC          | Portugal | 1992-1996 |
| Deportivo La Coruña | Espanya  | 1997-1998 |
| Mérida UD           | Espanya  | 1998-2000 |
| CA Osasuna          | Espanya  | 2000-2001 |
| Deportivo La Coruña | Espanya  | 2001-2002 |
| FC Porto            | Portugal | 2002-2004 |
| FC Dynamo Moscou    | Rússia   | 2005-2006 |
| CD Aves             | Portugal | 2006-2007 |
| FC Porto            | Portugal | 2007-2010 |

## Palmarès

### Títols nacionals
- 3 Lliga de Portugal: 2002/03, 2003/04 i 2007/08
- 1 Copa de Portugal: 2002/03
- 2 Supercopa de Portugal: 2002/03 i 2003/04

### Títols internacionals
- 1 Copa de la UEFA: 2003
- 1 Copa d'Europa: 2004
- 1 Copa Intercontinental: 2004

### Distincions personals
- 1 Trofeu Zamora de Segona Divisió espanyola: 1999/00